# مارك فرانكل
مارك ديفيد فرانكل (بالإنجليزية: Mark David Frankel؛ 13 يونيو 1962 – 24 سبتمبر 1996) كان ممثلًا بريطانيًا، اشتهر بأدواره الرائدة في الفيلم البريطاني ليون مزارع الخنازير والمسلسل التلفزيوني الأمريكي العشيرة: المحتضنة.

## وصلات خارجية
- مارك فرانكل على موقع IMDb (الإنجليزية)
- مارك فرانكل على موقع ألو سيني (الفرنسية)
- مارك فرانكل على موقع أول موفي (الإنجليزية)
- مارك فرانكل على موقع قاعدة بيانات الأفلام السويدية (السويدية)
- مارك فرانكل على موقع قاعدة بيانات الفيلم (الإنجليزية)
- مارك فرانكل على موقع كينوبويسك (الروسية)